# アマンバイ県
アマンバイ県 (アマンバイけん、西:Departamento de Amambay) はパラグアイの県である。 県都はペドロ・フアン・カバリェロ市である。1945年に10番目の州として成立した。
パラグアイの東部地域に属し、北や東はブラジル（マットグロッソ・ド・スル州）、南にカニンデジュ県、西にコンセプシオン県とサン・ペドロ県に面している。

## 地理
ブラジルとの国境沿いにアマンバイ山脈があり、アパ川がブラジルとの国境沿いに流れている。そのほかの主な河川はAquidabán川やYpané川などがある。

### 気候
平均気温は 21℃で1月から3月は雨期である。

### 自然環境

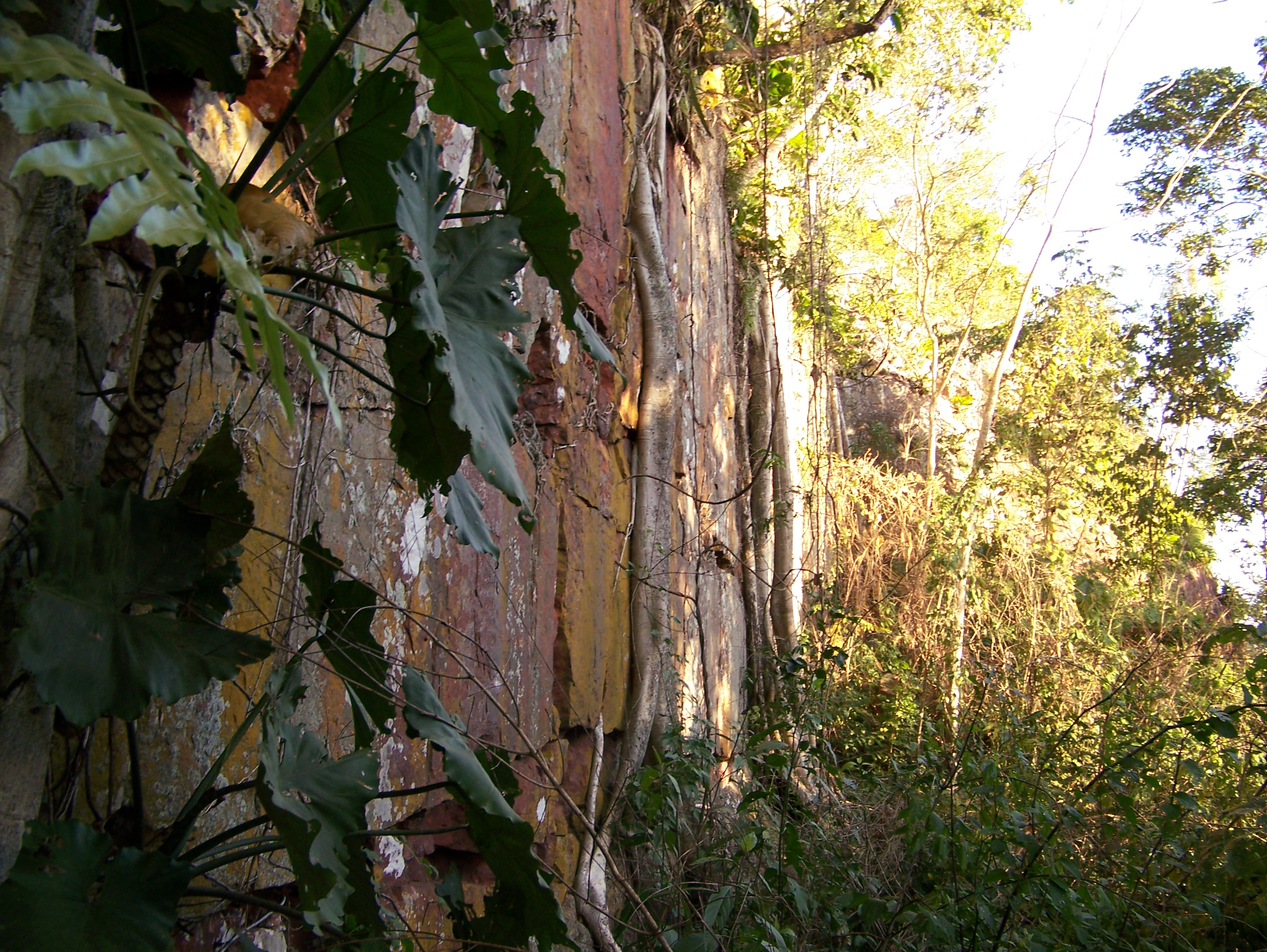
セロ・コラ国立公園のCerro Muralla

生態系は多用で、1つのエコリージョンを形成しているが、森林破壊が進み、動植物の一部が絶滅の危機に瀕している。また、4つの自然保護区が存在する。そのほか、セロ・コラ国立公園がある。

## 交通
主要幹線道路には国道5号線や国道11号線やペドロ・フアン・カバリェロ市とブラジルとの国境の町のCapitán Badoをつなぐ道路がある。
Dr. Augusto R. Fuster空港がペドロ・フアン・カバリェロ市にあり、アスンシオンとの定期便が運航されている。

## 関連資料
- Geografía Ilustrada del Paraguay, Distribuidora Arami SRL; 2007. ISBN 978-99925-68-04-0
- Geografía del Paraguay, Primera Edición 1999, Editorial Hispana Paraguay SRL